# Trifolium barbigerum
Trifolium barbigerum är en ärtväxtart som beskrevs av John Torrey. Trifolium barbigerum ingår i släktet klövrar, och familjen ärtväxter.

## Underarter
Arten delas in i följande underarter:
- T. b. andrewsii
- T. b. barbigerum